# Лавапа
Лавапа е тибетското име на индийския будистки учител Камбала или още Камбалапада. Живял през 10 век, той е особено почитан в тибетския будизъм. Лавапа е един от легендарните 84 махасидхи или реализирани медитатори, а за него се смята, че е пътувал в Тибет до провинция Цари. . Той е носител на приемствеността на „Йога на съня“ – практика, която предава на Тилопа.

Симър-Браун (2001: p. 57) обръща внимание на двузначността на дакините, често срещани като персонаж в живота на тантричните майстори. Те носят както аспекта на мъдростта, така и на светските сили и разказва за произхода на името на Лавапа: 

Светските дакини в индийската култура могат да бъдат свързани с марите, като тези, които навестявали Буда докато медитирал под дървото Бодхи. В тази роля те можели да приемат каквато и да е форма, съответстваща на слабостите на своята жертва, включително с изкусителни и примамливи изящество и красота. Когато тази измама се проваля те отново се превръщат в зли демони. Когато йогинът Камбала медитирал в самота в пещерата си в скалите при Панада местните мамо дакини намислили да попречат на неговата медитация. Те забелязали, че той разчита на защитата на дрипавото си черно вълнено одеяло, което му служело за роба и го помолили да им го даде. Понеже почувствали, че то има специална сила те го разкъсали на парцалчета, които погълнали, а всички остатъци изгорили в огъня, на който той си готвел. Разгневен Камбала превърнал дакините в овце и ги остригал, а когато те все пак върнали първоначалната си форма главите им били обръснати. Изплашени от могъщата му реализация дакините повърнали парчетата от одеялото и ги съединили обратно. От този ден той станал известен като Лавапа или „Господарят на одеялото“. 

## Хеваджра Тантра
Хеваджра Тантра е измежду практиките на най-висшия клас на Махаанутарайога Тантра и исторически появата и се определя между края на осми век (Snellgrove) и „края на девети или началото на десети век (Davidson) в източна Индия, вероятно Бенгал. Таранатха смята Сароруха и Кампала (освен като Лавапа известен още като Камбали и Шрипрабхада) носители на Хеваджра:
... най-изтъкнатият йогин Вирупа медиттирал върху идама Ямари и постигнал съвършенство с благословията на Ваджраварахи, ... неговият ученик Домби Херука ... разбрал същността на Хеваджра Тантра и композирал множество шастри като „Найратмия Деви Садхана“ и „Сахаджа Сидхи“. Също така той удостоил с посвещение своите ученици. След него двамата ачарии Лавапа и Сароруха станали носители на Хеваджра Тантра. ... Сидха Сароруха станал първият носител на „Хеваджра питр садхана“